# Clayton Fredericks
Clayton Fredericks, född den 17 november 1967 i Moora, Western Australia, är en australisk ryttare.
Han tog OS-silver i lagtävlingen i fälttävlan i samband med de olympiska ridsporttävlingarna 2008 i Peking.